# Подвиталово (Ярославская область)
Подвиталово — деревня в Глебовском сельском поселении Рыбинского района Ярославской области.
Деревня расположена на удалении около 1,5 км на юго-восток от центра сельского поселения села Глебово и на расстоянии около 2 км на север от железнодорожной станции Кобостово. Южнее деревни протекает ручей Кормица, правый приток реки Волги. Деревня расположена в центре большого поля между Кормицей и южной окраиной Глебово. Ближайшие соведние деревни Петрицево и Кабатово расположены на противоположном, левом берегу Кормицы. Пешеходная тропа к станции Кобостово идет через деревню Петрицево. Подвиталово удалено на расстояние около 2 км к востоку от правого берега Волги. Параллельно волжскому берегу проходит автомобильная дорога Николо-Корма — Глебово. От этой дороги до деревни идет проселочная дорога, которая и является основным автомобильным путём к деревне.
Деревня имеет единственную улицу. Застройка усадебного типа, традиционные рубленные избы чередуются с строениями из современных материалов. На 1 января 2007 года в деревне числилось 5 постоянных жителей. Деревня активно используется для дачного отдыха. Почтовое отделение, расположенное в посёлке при станции Кобостово, обслуживает в деревне 31 дом.